# Nøstet
Nøstet (norwegisch für Bootsschuppen) ist eine weniger als 800 m lange Insel vor der Mawson-Küste des ostantarktischen Mac-Robertson-Lands. Im südlichen Teil der Holme Bay liegt sie 3 km westsüdwestlich von Evans Island entfernt.
Norwegische Kartografen, die sie auch benannten, kartierten sie anhand von Luftaufnahmen, die bei der Lars-Christensen-Expedition 1936/37 entstanden.